# Dichoglena nigripennis
Dichoglena nigripennis – gatunek muchówki z podrzędu krótkoczułkich i rodziny dziewierkowatych.
Gatunek ten opisany został w 1831 roku przez Johanna Friedricha Ruthego jako Thereva nigripennis.
Muchówka o ciele długości od 10 do 13 mm. Głowa jest u samca prawie holoptyczna, zaś u samicy jest dychoptyczna. Czoło samca jest matowe i biało owłosione, zaś samicy błyszczące i czarno owłosione. Śródplecze samca jest czarne z szarym opyleniem, białym owłosieniem i dwoma pręgami. U samicy śródplecze jest błyszczące i ozdobione dwiema szarymi pręgami. Opylenie boków tułowia jest u samca jasnoszare, a u samicy srebrzyste. Chetotaksja tułowia obejmuje 3 szczecinki przedskrzydłowe, 2 nadskrzydłowe, 1 zaskrzydłową, 1 parę śródplecowych i 4 szczecinki tarczkowe brzeżne. Wąskie skrzydła są u samic przyciemnione wzdłuż podłużnych żyłek. Przezmianki są czarne. Odnóża są całkowicie czarne u obu płci. U samicy odwłok zakończony jest kolczastym pokładełkiem.
Owad palearktyczny, w Europie znany z Norwegii, Szwecji, Finlandii, Niemiec, Polski i Rosji. 